# Cecil Frances Alexander
Mrs Cecil Frances Alexander (ur. 1818 w Dublinie, zm. 12 października 1895) – brytyjska pisarka: poetka, autorka hymnów religijnych.

## Dzieła
- The Baron's Little Daughter, and Other Tales, 1848, proza
- Hymns for Little Children, 1848, poezja
- The Lord of the Forest and His Vassals, 1848, poezja
- Moral Songs, 1849, poezja
- Narrative Hymns for Village Schools, 1853, poezja
- Hymns Descriptive and Devotional for the Use of School, 1858, poezja
- The Legend of the Golden Prayers, and Other Poems, 1859, poezja